# José Berón
José Berón ( Buenos Aires, Argentina, 22 de noviembre de 1918 – Rosario, ídem, 26 de abril de 1976) fue un cantor y guitarrista dedicado al género del tango, que perteneció a una familia de destacados artistas populares y además de actuar como solistas revistó en reconocidas orquestas como las de Enrique Alessio, Emilio Orlando y Eduardo Rovira.. 

## Antecedentes familiares
Nació en la ciudad de Buenos Aires donde se hallaban en forma transitoria su madre Antonia Iglesias y su padre, el cantor, compositor y guitarrista criollo Adolfo Manuel Berón trabajando en un espectáculo de música, canto y danzas folklóricas junto a Buenaventura Luna en el Teatro Apolo.
Tanto su hermano mayor Manuel Adolfo nacido en 1915 como su hermano menor, Raúl Berón, nacido en 1920 y sus hermanas, también menores, Elba y Rosa Berón, se dedicaron al canto primero como afición y luego como profesión, estas dos últimas actuando por más de una década formando el dúo Las Hermanas Berón.

## Actividad artística
Pasó su infancia en Zárate, en un hogar donde habitualmente se realizaban tertulias con artistas locales y su padre dirigía un conjunto folclórico, por lo que la música era parte de la vida familiar y a los 7 años ya compartía la actividad artística familiar como cantor y zapateador.
Más adelante, Don Manuel consideró que para progresar en la carrera artística era imprescindible actuar con continuidad en los escenarios de Buenos Aires así como en la cada vez más extendida radiofonía, por lo que a comienzos de 1924 se trasladaron a ella en forma definitiva y allí organizó el conjunto “Los Provincianitos”, al que se fueron sumando sus hijos a medida que iban creciendo, que actuó por las emisoras Radio del Pueblo, Radio París, Radio Stentor y Radio Belgrano. Hacia fines de la década de 1920 el empresario teatral Pascual Carcavallo vio una de sus presentaciones y contrató al conjunto para una temporada en el Teatro Ópera de Buenos Aires.
A inicios de 1936, José comenzó su actuación profesional  junto a su hermano mayor Adolfo que cantaba y tocaba la guitarra, formando un dúo dedicado a la música nativa, con inclusión de milongas y alguno que otro tango, trabajando en  CX14 Radio El Espectador de Montevideo. Adolfo suspendió su actividad artística para cumplir con el servicio militar obligatorio por lo cual José y Raúl conformaron un dúo que, acompañado por guitarras, debutó en LR6 Radio La Nación, que más adelante se llamó Radio Mitre. A fines de 1937 Raúl decidió lanzarse como cantor solista de tango y  José y Adolfo se unieron de nuevo trabajando juntos hasta 1941, en que se separaron y continuaron sus carreras como solistas.

## Con Emilio Orlando
A principios de 1943 dejaron la orquesta de Emilio Orlando los cantores Roberto Rufino, para volver con Carlos di Sarli, y Edmundo Rivero, para ingresar a la orquesta de Aníbal Troilo, y fueron sustituidos por José debutando en Radio El Mundo en el popular ciclo radial Ronda de ases un exitoso programa que se transmitía dos veces por semana con la participación de cuatro orquestas, inicialmente desde la sede de Radio El Mundo y luego desde el Teatro Casino, en la calle Maipú, enfrente al cabaré Marabú. Durante el período en que fue emitido tuvo también los nombres de Esquinas de mi ciudad y Casino, sin cambiar su estructura y calidad. En la audición también estaba la orquesta de Lucio Demare en la que cantaba  que contaba de Raúl Berón, de modo que los hermanos compartieron desde diferentes conjuntos varios programas.
Después de los bailes de Carnaval de 1945, José Berón se desvinculó de la orquesta y realizó giras como solista, por el interior del país y  Uruguay. En 1947, actuó por Radio Mitre en tanto a la tarde lo hacía en la confitería La Armonía, de Corrientes y Uruguay. Al año siguiente se incorporó en la orquesta de Roberto Caló, con el que hizo un ciclo de presentaciones en la Confitería Elea de la calle Suipacha al 500 y en 1950 se fue a vivir a Rosario y continuó con giras  por Argentina y Uruguay. Por el año 1957 Berón grabó su único larga duración como solista, lo hizo para  el sello Music Hall secundado por el pianista Lito Escarzo y el conjunto de cuerdas de Adolfo Berón con la participación especial de Roberto Grela y José Canet. El disco se llamó Tango y Criollismo, contiene 12 temas entre los que se destacan Barrio reo y La mariposa.

## En la orquesta de Enrique Alessio
Enrique Alessio, que había estado siete años con Juan D'Arienzo, a raíz de un contrato para grabar en Odeon se desvinculó para formar su propia orquesta, en la que tuvo como cantores a Hugo Soler, que había trabajado con las orquestas de Alfredo Gobbi y Joaquín Do Reyes y a partir de 1959, a José Berón.
Alessio actuó con su orquesta durante tres años con buena recepción en bailes, cabarés y confiterías, hizo presentaciones en Radio El Mundo y grabó los instrumentales La cumparsita y Catamarca; con la voz de Soler, Ríe payaso y con la de José Berón, Por las calles del tango, Y no pediste perdón y Milonguita.
Con Alessio, José Berón debutó en el disco para el sello Pampa, registrando los tangos Por las calles del tango, de Enrique Alessio, Enrique Lary y del propio Berón, registrado el 12 de junio de 1962; No pediste perdón, de Alberto Harari, grabado en la misma fecha y el clásico Milonguita, el 1° de junio de 1962.
Cuando Enrique Alessio quiso incluir en su repertorio temas más comerciales, incluso con letras arrabaleras y lenguaje lunfardo -tendencia originada seguramente en haber conocido  grandes éxitos y respaldo popular en su etapa con D’Arienzo- Berón no aceptó y se produjo la ruptura.

## Con Eduardo Rovira
Un año después, en 1960, el bandoneonista Eduardo Rovira, se desvinculó de la orquesta de Alfredo Gobbi y formó su propio conjunto; se trataba de un músico con estilo innovador que había transitado por prestigiosas orquestas como las que dirigieron Miguel Caló, Osmar Maderna, Roberto Caló y José Basso, que para la nueva formación convocó como cantores a Jorge Hidalgo y José Berón para actuar por Radio Splendid. Con Rovira, José Berón grabó en 1958 el tango Madre de los cabellos de plata, de Juan Pedrero y Alejo Montoro, que según Bruno Passarelli fue el mejor trabajo de toda su carrera. 
El conjunto no duró mucho tiempo, tuvo poco respaldo posiblemente por su estilo  fuera de los cánones tradicionales, y el director lo transformó  en un sexteto sin cantores. Berón pasó a revistar en la orquesta del pianista Miguel Nijensohn en reemplazo de Mario Bonet, en tanto Jorge Garré ingresaba por Jorge Budini; en esta orquesta recibió un respaldo bien milonguero pero apoyado en el estilo personalísimo e inconfundible del director, como puede observarse en la grabación de Me la nombra el viento, que lleva letra de Alfredo Bigeschi y música de Julio César Marini.
Berón volvió a residir en Rosario donde murió el 26 de abril de 1976, a raíz de la diabetes que padecía desde la juventud agravada por su falta de cuidado y su vida bohemia.

## Valoración
Fue un  cantor al que le faltó disciplina y le sobró bohemia, reconocido por los especialistas sin trascender al gran público, sólo los especialistas reconocieron sus atributos. Su voz, bastante cercana a la de sus hermanos Raúl y Elba en timbre, intención y fraseo, era de un caudal más rotundo y sostenido. Sobresalió en el tango campero, que cantaba con sentimentalismo y emotividad a un nivel de calidad  solo logrado por Agustín Magaldi. Para José Berón el tango era la música de toda la Argentina, no limitada a  lo meramente ciudadano sino proyectada a lo auténticamente nacional, y con esa convicción no incluía en su repertorio lo arrabalero ni lo exclusivamente porteño, sino que procuraba abarcar la totalidad de la nación y difundir en giras por todo el país su particular estilo y repertorio, llevando su mensaje artístico al público del interior y recogiendo en los ambientes regionales sus fuentes de inspiración.
Los temas que se recuerdan como los de su mayor lucimiento fueron los tangos La mariposa, de Pedro Maffia y Celedonio Flores y Madre de los cabellos de plata de Alejo Montoro y Juan Solano Pedrero; los valses Entrá y no llores, de Manuel Adolfo Berón, Como las golondrinas, de Juan B. Fulginiti y Primer beso, de Héctor Gagliardi, Carlos Dante y Pedro Noda; la tonada Una rosa para mi rosa, de Saúl Salinas y José Razzano y el rezo gaucho Lonjazos de Andrés Domenech y Jesús Fernández Blanco.